# Phytoecia nigricornis
Phytoecia nigricornis là một loài bọ cánh cứng trong họ Cerambycidae.

## Hình ảnh

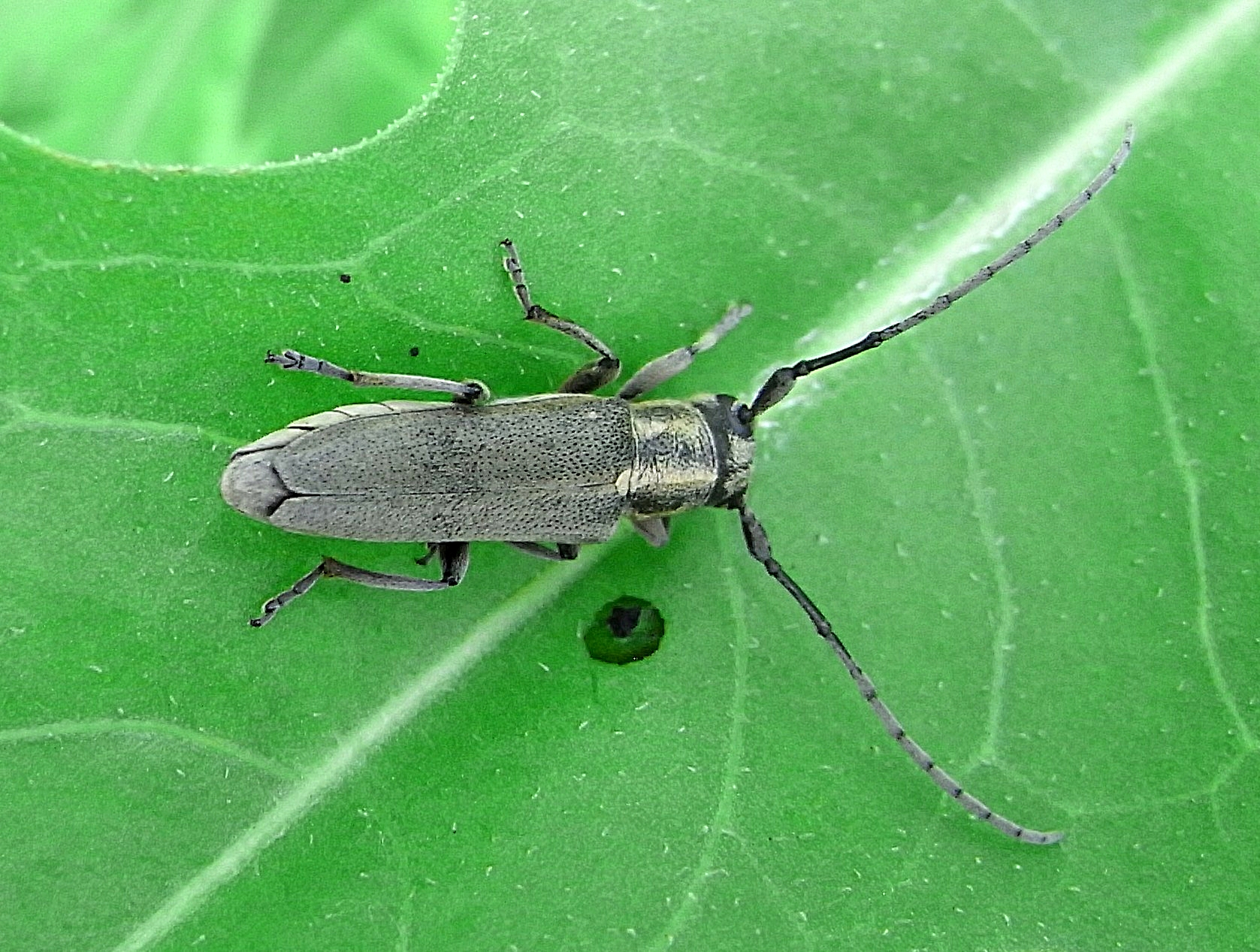
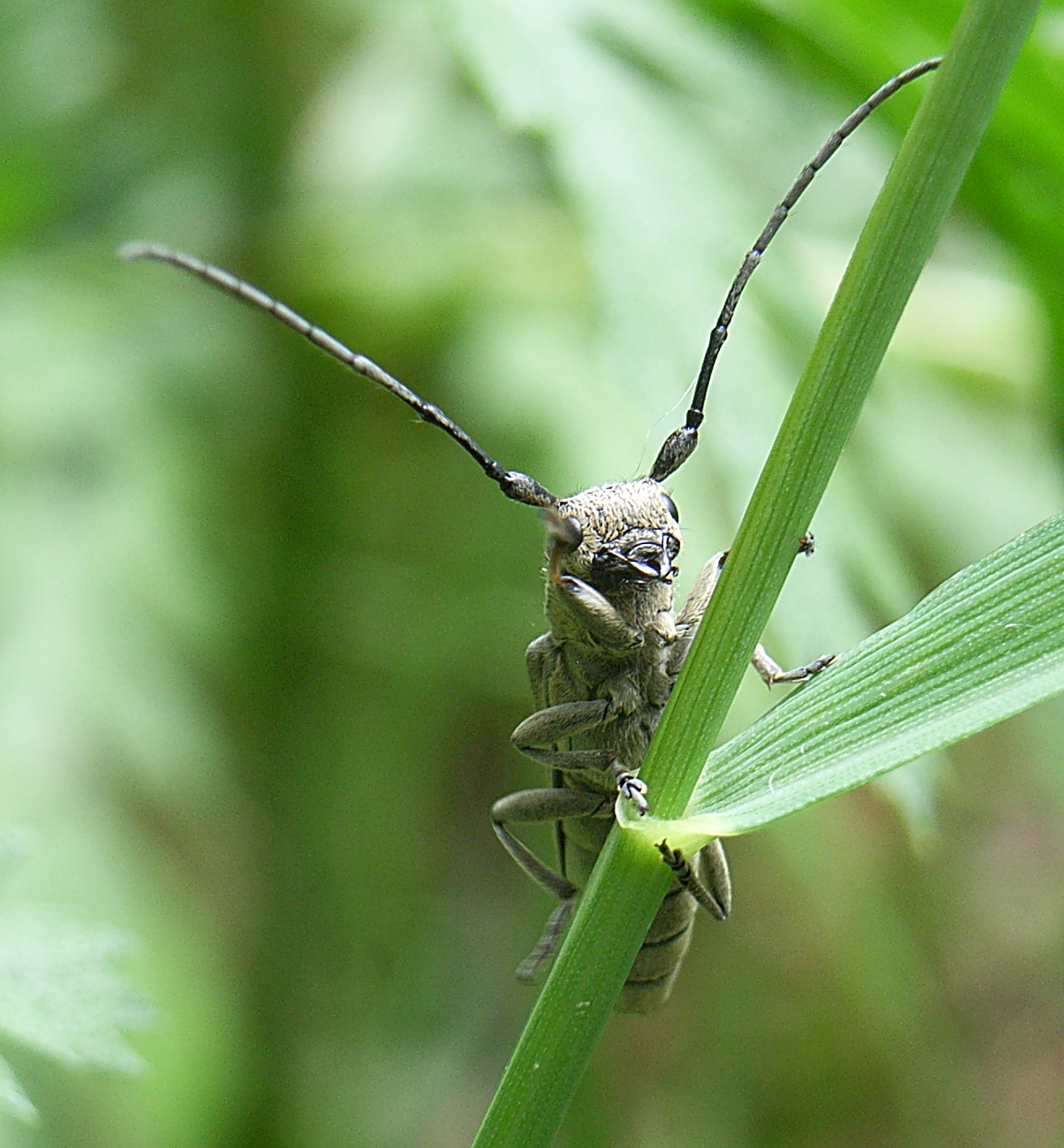
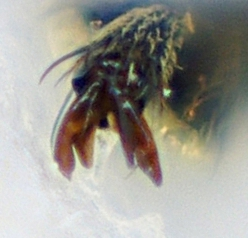
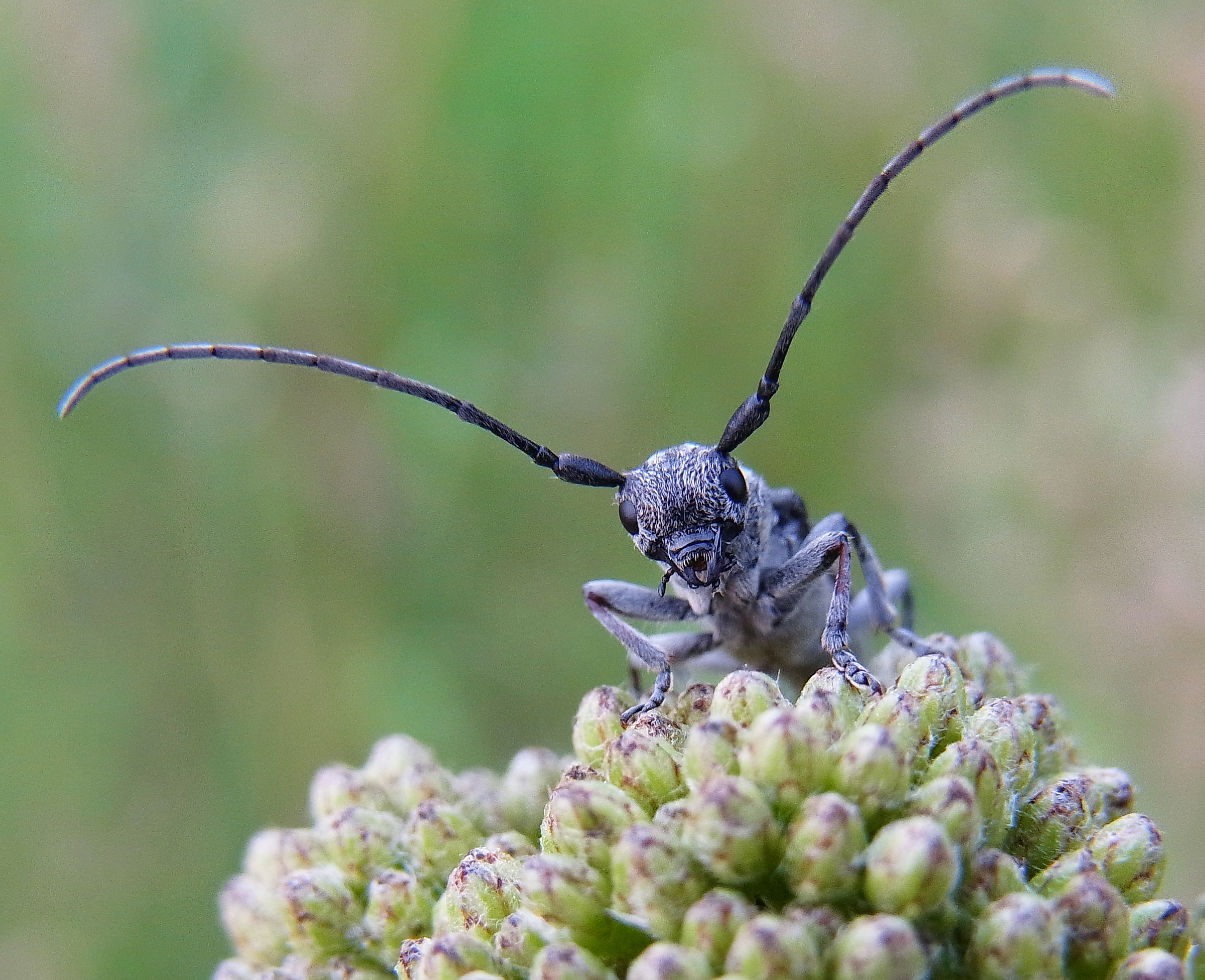